# Joan Antoni Blanc Armengol
Joan Antoni Blanc (Tortosa, 1940) es un diseñador industrial catalán y profesor de la escuela Elisava y Eina, de la cual  fue uno de los fundadores en 1967. En el campo del diseño se especializó en mobiliario e iluminación aplicados al ámbito doméstico, urbano y de oficina, a pesar de que también ha elaborado varios diseños vinculados a la náutica, el automovilismo y el motociclismo. Presidente de la ADP (Asociación de Diseñadores Profesionales) entre los años 1986 y 1989, fue uno de sus impulsores junto con otros nombres destacados del panorama del diseño como André Ricard, Carlos Marzábal y Yves Zimmermann. Además, también participó en la creación de BCD.
Formado como aparejador, título que obtuvo en 1961, Joan Antoni Blanc  también estudió en la escuela experimental del FAD y en la Llotja entre los años 1960 y 1962. Hasta el 1965 se dedicó al interiorismo y a las tareas propias de aparejador, profesiones que abandonó para dedicarse plenamente al diseño industrial. El año 1972 creó "Estudi de Disseny Blanc", incorporando como ayudante a Pau Joan Vidal, diseñador industrial formato en las escuelas Massana y Elisava, que posteriormente pasó a ser su socio. Los diseños surgidos de "Estudi de Disseny Blanc" se realizan en colaboración entre ambos socios, motivo por el cual no se especifica en ningún caso quién es el autor del proyecto.
En su primera etapa, los diseños de Joan Antoni Blanc producen muebles útiles y sencillos basados en una funcionalidad revestida de la estética decorativa propia de los años 60. La funcionalidad, versatilidad y producción seriada que Blanc intenta imprimir en sus diseños lo conducen a instalar un taller anexo al estudio donde poder explorar y experimentar los diferentes diseños que quiere producir. A lo largo del tiempo, la obra de Blanc se impregna de un carácter fundamentalmente comercial sin olvidar el contenido social del diseño, llegando a ser considerado uno de los pioneros del desarrollo industrial del producto en España.
Entre los productos desarrollados por Blanc hay que destacar la lámpara “Cónica” (Delta de Oro ADI-FAD el 1965), el sistema de armarios y cajones “Cubiform”, la lámpara “semi-esférica” (Delta de Oro ADI-FAD el 1966), el conjunto de elementos ampliables “Torre de Babel”, la lámpara “globo” (Delta de plata ADI-FAD el 1968), el sistema de estanterías y contenedores “Perfils”, la lámpara “Sinclina” (Delta de plata ADI-FAD y premio al mejor diseño español en la feria de Madrid el 1991), el sistema de estanterías “Prima 1000” o la lámpara “Escala”.
El Museo del Diseño de Barcelona es depositario de una parte de sus fondos documentales y de tres piezas diseñadas por Joan Antoni Blanc: el armario “Cubiform” y las lámparas de pie “Escala” y “Sinclina”.